# Юрков, Вячеслав Владимирович
Вячеслав Владимирович Юрков — советский хозяйственный и государственный деятель, Герой Социалистического Труда.

## Биография
Родился в 1937 году на территории современной Брянской области. Член КПСС.
В 1958—1992 — горнорабочий очистного забоя, бригадир горнорабочих очистного забоя шахтоуправления № 2 треста «Красноармейскуголь» комбината «Донецкуголь» Министерства угольной промышленности Украинской ССР.
Указом Президиума Верховного Совета СССР от 29 июня 1966 года присвоено звание Героя Социалистического Труда с вручением ордена Ленина и золотой медали «Серп и Молот».
Делегат XXVI съезда КПСС.
Умер в Димитрове в 2004 году.

## Награды и звания
- Герой Социалистического Труда (29.06.1966)
- Орден Ленина (29.06.1966)
- Орден Октябрьской Революции (30.03.1971)
- Орден Трудового Красного Знамени (02.03.1981)